# Serena Scott Thomas
Serena Harriet Scott Thomas (nacida el 21 de septiembre de 1961) es una actriz inglesa.

## Primeros años
Scott Thomas nació en Nether Compton, Dorset. Su madre, Deborah Hurlbatt, se crio en Hong Kong y África y estudió drama antes de casarse con el padre de Scott Thomas. Su padre, Simon Scott Thomas, era un piloto de la Royal Navy que murió en un accidente de vuelo en 1964. Ella es la hermana menor de la actriz Kristin Scott Thomas, sobrina del almirante Sir Richard Thomas (quien era Bastón Negro en la Cámara de los Lores) y sobrina distante del capitán Robert Falcon Scott, el desafortunado explorador que perdió la carrera al Polo Sur. Su apellido es una amalgama de los apellidos de esas dos familias.

## Carrera
Scott Thomas es conocida por su interpretación como la Dra. Molly Warmflash en la película de James Bond de 1999 The World Is Not Enough, así como por su aparición en la película de 1993 Harnessing Peacocks, basada en la novela de Mary Wesley. Ella interpretó a una Vigilante en el episodio de Buffy, la cazavampiros "Revelations" y protagonizó la corta serie de 2001 All Souls. Scott Thomas también ha interpretado a la esposa de Bruce Willis y madre de Rumer Willis en Hostage y apareció en programas de televisión de éxito como Nip/Tuck y NCIS.

## Vida personal
Estuvo casada con el abogado Scott J. Tepper de 1996 a 2004. La hija de Scott Thomas con Tepper, Tallulah Rose Tepper, nació el 20 de febrero de 1997 en Los Ángeles, California.

## Filmografía
- Let Him Have It (1991)
- Harnessing Peacocks (1992, película para televisión)
- Diana: Her True Story (1993, película para televisión)
- Sherwood's Travels (1994)
- Bermuda Grace (1994, película para televisión)
- The Way to Dusty Death (1995, película para televisión)
- Clair de Lune (1995, película para televisión)
- Nash Bridges (1996-1997, serie de televisión)
- Nostromo (1996, miniserie)
- Relax...It's Just Sex (1998)
- The World Is Not Enough (1999)
- Skeleton Woman (2000)
- Code Hunter (2002)
- Haven (2004)
- Hostage (2005)
- The Thirst (2006)
- The Brothel (2008)
- William & Kate (2011, película para televisión)
- Inherent Vice (2014)